# Four (Isère)
Four é uma comuna francesa na região administrativa de Auvérnia-Ródano-Alpes, no departamento de Isère. Estende-se por uma área de 11,82 km². Em 2010 a comuna tinha 1 614 habitantes (densidade: 136,5 hab./km²).